# Список глав Польши
В списке представлены главы государства Польши со времени, когда в 960 году на польский трон взошёл Мешко I, основавший княжество Польское.
Согласно действующей конституции, вступившей в силу 17 октября 1997 года, главой государства является Президент Польской Республики (пол. Prezydent Rzeczypospolitej Polskiej), символизирующий единство нации, ограниченно осуществляющий управление страной и следящий за исполнением демократических норм государственными органами. Президент избирается всенародным тайным голосованием на 5 лет и не может занимать пост более двух сроков подряд. Если в первом туре голосования ни один кандидат не получил необходимые для избрания голоса более половины избирателей, проводится повторное голосование по двум набравшим наибольшее число голосов кандидатам, в котором для избрания достаточно простого большинства полученных голосов. В случае временной нетрудоспособности президента его обязанности исполняет Маршал Сейма.

## Характеристика списка
В статье представлен список руководителей польского государства, включая правивших монархов. В монархический период указаны династическая принадлежность персон и обладание ими иными титулами, если они не являлись сугубо номинальными (без территориальной принадлежности) или не были включены в другой титул. В республиканские периоды польской истории главой государства являлись президенты или председатели Государственного совета, а временными руководителями — Маршалы Сейма (в период Второй и Третьей Речи Посполитой, а также в послевоенный) или заместители председателя Государственного совета (в период Польской Народной Республики). В период 1916—1918 годов, когда официально Польша являлась королевством, приведены де-факто являвшиеся главой государства при отсутствующем монархе маршалок коронный (1917), председатель Переходной комиссии Временного государственного совета (1917) и члены Регентского совета (1917—1918), однако они не включены в сквозную нумерацию республиканских руководителей.
В случае, когда персона получила повторные полномочия последовательно за первоначальными, раздельно отражается каждый такой срок (например, два последовательных срока полномочий Анджея Дуды с 2015 года). Также отражён различный характер полномочий глав государства (например, единый срок нахождения во главе государства Юзефа Пилсудского в 1918—1922 годы разделён на периоды, когда он, первоначально, был верховным главнокомандующим Войском Польским, а затем назначил себя «главой государства», пол. Naczelnik Państwa).
В столбце «Выборы» отражены состоявшиеся выборные процедуры. В случае, если глава государства получил полномочия без таковых, столбец заполняется сноской с комментарием. Использованная в первых столбцах таблиц республиканских периодов нумерация является условной и применена к лицам, являвшимися президентами на выборной основе, либо на постоянной основе возглавлявшим орган, являвшийся коллективным главой государства. Также условным является использование в первых столбцах этих таблиц цветовой заливки, служащей для упрощения восприятия принадлежности лиц к различным политическим силам без необходимости обращения к столбцу, отражающему партийную принадлежность. Наряду с партийной принадлежностью, в столбце «Партия» также отражён беспартийный статус персоналий.
Курсивом на сером фоне показаны даты начала и окончания правления Болеслава Забытого, предположительно, правившего в период отсутствия в стране Казимира I, и Пшемысла I, контролировавшего значительную часть территории Польши и короновавшегося королём, но не обладавшего титулом князя краковского, прилагавшегося ко всем польским правителям в период удельной раздробленности.
Для удобства список разделён на принятые в польской историографии периоды истории страны. Приведённые в преамбулах к каждому из разделов описания этих периодов призваны пояснить особенности политической жизни страны. До 5 (15) октября 1582 года, когда Польша перешла на григорианский календарь, приведены юлианские даты.

## Княжество Польское (960—1025)
В X веке начался процесс объединения разрозненных племён в единое Древнепольское государство с центром в Гнезно, которое возглавили князья из династии Пястов. Так, полулегендарный правитель Земовит присоединил к государству племена полян и гоплян, а Лешек — мазовшан и лендзян. В 960 году на трон взошёл первый исторически достоверный князь Мешко I. Мешко I стремился включить в состав Польши племена любушан и поморян, однако натолкнулся на противодействие со стороны христианской Священной Римской империи. В 965 году он женился на чешской княжне Дубравке и 14 апреля 966 года под влиянием супруги принял христианство. Заручившись поддержкой Чехии, Мешко I разгромил велетов и присоединил к своим владениям Западную Померанию, а в 990 году уже у чехов отвоевал Силезию. К концу правления Мешко I в состав государства Пястов входили Великая Польша, Мазовия, Силезия, Померания и часть Малой Польши.
Сын Мешко I Болеслав продолжил отцовскую политику консолидации и централизации государства. В 1000 году он получил подтверждение своего суверенитета у императора Священной Римской империи Оттона III. Пользуясь ослаблением Чехии, присоединил к Польше Краковскую землю, а после смерти её правителя Владивоя в 1003 году ненадолго занял чешский престол. В 1018 году для поддержки своего зятя Святополка Владимировича вторгся в Киевскую Русь, захватив червенские города. В ходе германо-польской войны Болеслав I временно овладел Лужицей и частью Мишенской маркой, однако не сумел удержать Западную Померанию. В июне 1025 года Болеслав I принял титул короля Польши, которая, соответственно, стала называться «Королевством Польским».
| Портрет | Имя (годы жизни)                                            | Правление  | Правление      | Династия             | Особенности титула                                                                               | Пр.         |
| Портрет | Имя (годы жизни)                                            | Начало     | Окончание      | Династия             | Особенности титула                                                                               | Пр.         |
| ------- | ----------------------------------------------------------- | ---------- | -------------- | -------------------- | ------------------------------------------------------------------------------------------------ | ----------- |
|         | Мешко I (ок. 940—992) пол. Mieszko I                        | 960        | 25 мая 992     | Пясты пол. Piastowie | князь Польши пол. Książę Polski                                                                  | [ 4 ] [ 5 ] |
|         | Болеслав I (ок. 966—1025) пол. Bolesław I чеш. Boleslav IV. | 25 мая 992 | 18 апреля 1025 | Пясты пол. Piastowie | князь Польши пол. Książę Polski князь Чехии (1003—1004) чеш. Český kníže, нем. Herzog von Böhmen | [ 6 ] [ 7 ] |

## Королевство Польское (1025—1795)

### Раннепястовская Польша (1025—1138)
В июне 1025 года Болеслав I принял титул короля Польши, которая, соответственно, стала называться «Королевством Польским». Его преемник, Мешко II, также короновался королём, однако в период его правления началась междоусобица, в ходе которой были утрачены Силезия и червенские города. Сам Мешко II ненадолго утратил власть (1031—1032), которая перешла к его старшему брату Безприму, после чего император Священной Римской империи Конрад II лишил Мешко королевского титула (последующие правители Королевства Польского продолжали являться князьями). Сыну Мешко II Казимиру I удалось установить власть над утраченными Мазовией, Силезией и Восточной Померанией. Дальнейшее усиление страны произошло при Болеславе II, который в борьбе за инвеституру выступил на стороне папы Римского, что облегчило получение у того согласия на королевскую коронацию в 1076 году. Однако бунт можновладцев в 1079 году заставил Болеслава II покинуть страну. Его брат Владислав I в 1097 году выделил своим сыновьям Збигневу и Болеславу самостоятельные уделы (Великую и Малую Польшу соответственно). В 1102 году после смерти Владислава I между его сыновьями развернулась борьба за власть, завершившаяся в 1106 году победой Болеслава III. За время его правления в состав Польши вновь были включены Западная (1122) и Восточная (1123) Померания. Перед смертью Болеслав III издал статут (политическое завещание), в котором разделил страну между своими сыновьями на несколько уделов. Так, в 1138 году начался период удельной раздробленности.
| Портрет         | Имя (годы жизни)                           | Правление      | Правление                      | Династия             | Особенности титула              | Пр.           |
| Портрет         | Имя (годы жизни)                           | Начало         | Окончание                      | Династия             | Особенности титула              | Пр.           |
| --------------- | ------------------------------------------ | -------------- | ------------------------------ | -------------------- | ------------------------------- | ------------- |
|                 | Болеслав I (ок. 966—1025) пол. Bolesław I  | 18 апреля 1025 | 17 июня 1025                   | Пясты пол. Piastowie | король Польши пол. Król Polski  | [ 6 ] [ 7 ]   |
|                 | Мешко II (990—1034) пол. Mieszko II        | 17 июня 1025   | 25 декабря 1025                | Пясты пол. Piastowie | князь Польши пол. Książę Polski | [ 8 ] [ 9 ]   |
| 25 декабря 1025 | Мешко II (990—1034) пол. Mieszko II        | ноябрь 1031    | король Польши пол. Król Polski | Пясты пол. Piastowie |                                 | [ 8 ] [ 9 ]   |
|                 | Безприм (986—1032) пол. Bezprym            | ноябрь 1031    | сентябрь 1032                  | Пясты пол. Piastowie | князь Польши пол. Książę Polski | [ 10 ] [ 11 ] |
|                 | Мешко II (990—1034) пол. Mieszko II        | сентябрь 1032  | 10 мая 1034                    | Пясты пол. Piastowie | князь Польши пол. Książę Polski | [ 8 ] [ 9 ]   |
|                 | Казимир I (1016—1058) пол. Kazimierz I     | 10 мая 1034    | 28 ноября 1058                 | Пясты пол. Piastowie | князь Польши пол. Książę Polski | [ 12 ] [ 13 ] |
|                 | Болеслав (?—?) пол. Bolesław               | 1034           | 1039                           | Пясты пол. Piastowie | князь Польши пол. Książę Polski | [ 14 ]        |
|                 | Болеслав II (1039—1081) пол. Bolesław II   | 28 ноября 1058 | 25 декабря 1076                | Пясты пол. Piastowie | князь Польши пол. Książę Polski | [ 15 ] [ 16 ] |
| 25 декабря 1076 | Болеслав II (1039—1081) пол. Bolesław II   | июнь 1079      | король Польши пол. Król Polski | Пясты пол. Piastowie |                                 | [ 15 ] [ 16 ] |
|                 | Владислав I (1040—1102) пол. Władysław I   | июнь 1079      | 4 июня 1102                    | Пясты пол. Piastowie | князь Польши пол. Książę Polski | [ 17 ] [ 18 ] |
|                 | Збигнев (ок. 1070—?) пол. Zbigniew         | 4 июня 1102    | 1106                           | Пясты пол. Piastowie | князь Польши пол. Książę Polski | [ 19 ] [ 20 ] |
|                 | Болеслав III (1086—1138) пол. Bolesław III | 1106           | 28 октября 1138                | Пясты пол. Piastowie | князь Польши пол. Książę Polski | [ 21 ] [ 22 ] |

### Период удельной раздробленности (1138—1320)
В 1138 году умер князь Польши Болеслав III, который перед смертью издал статут (политическое завещание), в котором разделил страну между своими сыновьями на несколько уделов. Так, его старший сын Владислав получил Силезкое княжество и титул князя-принцепса. Краковское княжество являлось общим владением Пястов, которое, как и титул князя-принцепса, передавалось не по наследству, а старшему в роду. Личным владением князя-принцепса стало Померанское княжество, остальные сыновья получили в наследство Мазовецкое (Болеслав), Великопольское (Мешко) и Сандомирское (Генрих) княжества. Вдова Болеслава III Саломея получила Ленчицкое княжество, которое после её смерти должно было войти в состав Краковского княжества. Начался период удельной раздробленности Польши. Владислав II стремился к централизации власти, что вызвало недовольство у его братьев и можновладцев. В 1146 году в ходе междоусобной войны он потерпел поражение и бежал из страны. Краковский престол заняли его братья Болеслав IV (1146—1173) и Мешко III (1173—1177). Последний в 1177 году был свергнут можновладцами, а на его место посажен Казимир II — самый младший из сыновей Болеслава III (в обход Генриха). Принцип сеньората был нарушен и впоследствии князья именовались не принцепсами, а верховными.
Попытки восстановить единое государство предпринимались с начала XIII века. В 1295 году Пшемысл I провозгласил себя королём Польши, однако фактически контролировал только территорию Великой Польши и Гданьской Померании, не обладая титулом князя краковского, прилагавшегося ко всем верховным правителям страны. В свою очередь князь краковский Вацлав I в 1300 году так же короновался в Гнезно королём. После его смерти королём Польши стал Вацлав II, который в 1306 году был убит. Так как чешская королевская династия Пржемысловичей пресеклась (представителями которой являлись Вацлавы), малопольская знать решила пригласить на княжение Владислава Локетека, которому удалось объединить под собственным началом все польские княжества. В 1320 году с согласия папы Римского Владислав был коронован королём Польши под тронным именем Владислав I.
| Портрет | Имя (годы жизни)                                                                  | Правление        | Правление        | Династия                                         | Особенности титула | Пр.           |
| Портрет | Имя (годы жизни)                                                                  | Начало           | Окончание        | Династия                                         | Особенности титула | Пр.           |
| ------- | --------------------------------------------------------------------------------- | ---------------- | ---------------- | ------------------------------------------------ | --- | ------------- |
|         | Владислав II (1106—1159) пол. Władysław II                                        | 28 октября 1138  | 1146             | Пясты пол. Piastowie                             | князь-принцепс Польши пол. Książę senior Polski | [ 23 ] [ 24 ] |
|         | Болеслав IV (?—1173) пол. Bolesław IV                                             | 1146             | 5 января 1173    | Пясты пол. Piastowie                             | князь-принцепс Польши пол. Książę senior Polski | [ 25 ] [ 26 ] |
|         | Мешко III (1127—1202) пол. Mieszko III                                            | 1173             | 1177             | Пясты пол. Piastowie                             | князь-принцепс Польши пол. Książę senior Polski | [ 27 ] [ 28 ] |
|         | Казимир II (1138—1194) пол. Kazimierz II                                          | 1177             | 1191             | Пясты пол. Piastowie                             | верховный князь Польши пол. Książę zwierzchni Polski | [ 29 ] [ 30 ] |
|         | Мешко III (1127—1202) пол. Mieszko III                                            | 1191             | 1191             | Пясты пол. Piastowie                             | верховный князь Польши пол. Książę zwierzchni Polski | [ 27 ] [ 28 ] |
|         | Казимир II (1138—1194) пол. Kazimierz II                                          | 1191             | 5 мая 1194       | Пясты пол. Piastowie                             | верховный князь Польши пол. Książę zwierzchni Polski | [ 29 ] [ 30 ] |
|         | Лешек I (1184—1227) пол. Leszek I                                                 | 1194             | 1198             | Пясты пол. Piastowie                             | верховный князь Польши пол. Książę zwierzchni Polski | [ 31 ] [ 32 ] |
|         | Мешко III (1127—1202) пол. Mieszko III                                            | 1198             | 1199             | Пясты пол. Piastowie                             | верховный князь Польши пол. Książę zwierzchni Polski | [ 27 ] [ 28 ] |
|         | Лешек I (1184—1227) пол. Leszek I                                                 | 1199             | 1199             | Пясты пол. Piastowie                             | верховный князь Польши пол. Książę zwierzchni Polski | [ 31 ] [ 32 ] |
|         | Мешко III (1127—1202) пол. Mieszko III                                            | 1199             | 13 марта 1202    | Пясты пол. Piastowie                             | верховный князь Польши пол. Książę zwierzchni Polski | [ 27 ] [ 28 ] |
|         | Владислав III (?—1231) пол. Władysław III                                         | 13 марта 1202    | 1206             | Пясты пол. Piastowie                             | верховный князь Польши пол. Książę zwierzchni Polski | [ 33 ] [ 34 ] |
|         | Лешек I (1184—1227) пол. Leszek I                                                 | 1206             | август 1210      | Пясты пол. Piastowie                             | верховный князь Польши пол. Książę zwierzchni Polski | [ 31 ] [ 32 ] |
|         | Мешко IV (?—1211) пол. Mieszko IV                                                 | август 1210      | 16 мая 1211      | Пясты пол. Piastowie                             | верховный князь Польши пол. Książę zwierzchni Polski | [ 35 ] [ 36 ] |
|         | Лешек I (1184—1227) пол. Leszek I                                                 | 16 мая 1211      | 23 ноября 1227   | Пясты пол. Piastowie                             | верховный князь Польши пол. Książę zwierzchni Polski | [ 31 ] [ 32 ] |
|         | Владислав III (?—1231) пол. Władysław III                                         | май 1228         | 1229             | Пясты пол. Piastowie                             | князь краковский пол. Książę krakowski | [ 33 ] [ 34 ] |
|         | Конрад (1187—1247) пол. Konrad                                                    | 1229             | 1232             | Пясты пол. Piastowie                             | князь краковский пол. Książę krakowski | [ 37 ] [ 38 ] |
|         | Генрих I (?—1238) пол. Henryk I                                                   | 1232             | 19 марта 1238    | Пясты пол. Piastowie                             | князь краковский пол. Książę krakowski | [ 39 ] [ 40 ] |
|         | Генрих II (?—1241) пол. Henryk II                                                 | 19 марта 1238    | 9 апреля 1241    | Пясты пол. Piastowie                             | князь краковский пол. Książę krakowski | [ 41 ] [ 42 ] |
|         | Болеслав (ок. 1217—1278) пол. Bolesław                                            | 9 апреля 1241    | 10 июля 1241     | Пясты пол. Piastowie                             | князь краковский пол. Książę krakowski | [ 43 ] [ 44 ] |
|         | Конрад (1187—1247) пол. Konrad                                                    | 10 июля 1241     | 25 мая 1243      | Пясты пол. Piastowie                             | князь краковский пол. Książę krakowski | [ 37 ] [ 38 ] |
|         | Болеслав V (1221—1279) пол. Bolesław V                                            | 25 мая 1243      | 7 декабря 1279   | Пясты пол. Piastowie                             | князь краковский пол. Książę krakowski | [ 45 ] [ 46 ] |
|         | Лешек II (1241—1288) пол. Leszek II                                               | 7 декабря 1279   | 30 сентября 1288 | Пясты пол. Piastowie                             | князь краковский пол. Książę krakowski | [ 47 ] [ 48 ] |
|         | Генрих III (1256—1290) пол. Henryk III                                            | 30 сентября 1288 | 23 июня 1290     | Пясты пол. Piastowie                             | князь краковский пол. Książę krakowski | [ 49 ] [ 50 ] |
|         | Пшемысл I (1257—1296) пол. Przemysł I                                             | 23 июня 1290     | январь 1291      | Пясты пол. Piastowie                             | князь краковский пол. Książę krakowski | [ 51 ] [ 52 ] |
|         | Вацлав I (1271—1305) пол. Wacław I чеш. Václav II.                                | январь 1291      | 21 июня 1305     | Пржемысловичи чеш. Přemyslovci пол. Przemyślidzi | князь краковский (до 1300) пол. Książę krakowski король Польши (с 1300) пол. Król Polski король Чехии чеш. Český král, нем. König von Böhmen                                                                 | [ 53 ] [ 54 ] |
|         | Пшемысл I (1257—1296) пол. Przemysł I                                             | 26 июня 1295     | 8 февраля 1296   | Пясты пол. Piastowie                             | король Польши и герцог Померании пол. Król Polski i książę pomorski, лат. Rex Poloniae et dux Pomoraniae | [ 51 ] [ 52 ] |
|         | Вацлав II (1289—1306) пол. Wacław II чеш. Václav III. венг. László хорв. Ladislav | 21 июня 1305     | 4 августа 1306   | Пржемысловичи чеш. Přemyslovci пол. Przemyślidzi | король Польши пол. Król Polski король Чехии чеш. Český král, нем. König von Böhmen король Венгрии (до 1305) венг. Magyarország királya король Хорватии и Далмации (до 1305) хорв. Kralj Hrvatske i Dalmacije | [ 55 ] [ 56 ] |
|         | Владислав IV (1261—1333) пол. Władysław IV                                        | 4 августа 1306   | 20 января 1320   | Пясты пол. Piastowie                             | князь краковский пол. Książę krakowski | [ 57 ] [ 58 ] |

### Возрождённая Польша (1320—1569)
Преемник Владислава I Казимир III добился значительных успехов в консолидации государства. В 1335 года он выкупил у чешского короля право на польскую корону. При поддержке папы Римского включил в состав Польши Куявию, Добжинскую, Всховскую и Валецкую земли. В 1349 году были присоединены территории Галицкого и Волынского княжеств. Однако польскому королю пришлось признать права Чехии на Силезию и Мазовию. В 1370 году после смерти Казимира III, не оставившего наследников мужского пола, трон занял (по договорённости) король Венгрии Лайош I, тем самым оформив личную унию двух королевств. Польская ветвь династии Пястов пресеклась. Людовик I (тронное имя Лайоша I в Польше), также не имевший сыновей, издал в 1374 году Кошицкий привилей, по которому после его смерти на трон взошла дочь Ядвига. В августе 1385 года между Польшей и Великим княжеством Литовским (ВКЛ) была заключена Кревская уния, в соответствии с которой супругом Ядвиги и польским королём становился великий князь литовский Ягайло из династии Ягеллонов под тронным именем Владислав II.
Совместно с Литвой Польше удалось ослабить Тевтонский орден, но одновременно с этим ей пришлось противостоять Великому княжеству Московскому, претендовавшему на территории Древнерусского государства, включённые в состав ВКЛ в ходе феодальной раздробленности. Владислав II раздал земли королевского домена магнатам и предоставил шляхте привилегии. После победы в Тринадцатилетней войне против Тевтонского ордена в состав Польши вошли Восточная Померания, Хелминская и Михаловская земли, правобережное Повисле и Вармия. В 1492 году польско-литовская уния была фактически расторгнута: после смерти Казимира IV польский трон занял его старший сын Ян, а литовский — младший — Александр. В 1501 году Александр занял и польский престол, уния восстановилась. В 1507 году королём стал Сигизмунд I, который при поддержке Сената и магнатов попытался укрепить власть монарха, урезав в правах шляхту. Однако реформы Сигизмунда I встретили несогласие со стороны шляхты, поэтому на сеймах 1538 и 1539 годов король обязался не принимать законы без одобрения сейма. При Сигизмунде II также были проведены реформы, направленные на разделение казны на государственную и дворцовую, налогообложение королевского имущества и создание постоянной армии. 1 июля 1569 года была оформлена Люблинская уния, в соответствии с которой Польша и Литва объединялись в федеративное государство — Речь Посполитую.
| Портрет | Имя (годы жизни)                                                                 | Правление        | Правление        | Династия                          | Особенности титула | Пр.           |
| Портрет | Имя (годы жизни)                                                                 | Начало           | Окончание        | Династия                          | Особенности титула | Пр.           |
| --- | -------------------------------------------------------------------------------- | ---------------- | ---------------- | --------------------------------- | --- | ------------- |
| | Владислав I (1261—1333) пол. Władysław I                                         | 20 января 1320   | 2 марта 1333     | Пясты пол. Piastowie              | король Польши пол. Król Polski, лат. Rex Poloniae | [ 57 ] [ 58 ] |
| | Казимир III (1310—1370) пол. Kazimierz III                                       | 2 марта 1333     | 5 ноября 1370    | Пясты пол. Piastowie              | король Польши пол. Król Polski, лат. Rex Poloniae | [ 59 ] [ 60 ] |
| | Людовик I (1326—1382) пол. Ludwik I венг. I. Lajos хорв. Ludovik I.              | 5 ноября 1370    | 11 сентября 1382 | Анжу пол. Andegawenowie фр. Anjou | король Польши пол. Król Polski, лат. Rex Poloniae король Венгрии венг. Magyarország királya король Хорватии и Далмации хорв. Kralj Hrvatske i Dalmacije | [ 61 ] [ 62 ] |
| С 11 сентября 1382 года по 16 октября 1384 года — под регентством Добеслава Курозвенцкого (пол. Dobiesław Kurozwęcki)                       |                                                                                  |                  |                  |                                   | |               |
| | Ядвига (1374—1399) пол. Jadwiga венг. Hedvig                                     | 16 октября 1384  | 18 февраля 1386  | Анжу пол. Andegawenowie фр. Anjou | королева Польши пол. Królowa Polski, лат. Regina Poloniae                                                                                               | [ 63 ] [ 64 ] |
| | Владислав II (1351—1434) пол. Władysław II лит. Vladislovas I                    | 18 февраля 1386  | 1 июня 1434      | Ягеллоны пол. Jagiellonowie       | король Польши, великий князь литовский (до 1392, 1430) пол. Król Polski, Wielki książę Litewski, лат. Rex Poloniae, Magnus dux Lithuaniae               | [ 65 ] [ 66 ] |
| С 1 июня по 1 июля 1434 года — под регентством Софьи Гольшанской (пол. Zofia Holszańska) и Збигнева Олесницкого (пол. Zbigniew Oleśnicki)   |                                                                                  |                  |                  |                                   | |               |
| | Владислав III (1424—1444) пол. Władysław III венг. I. Ulászló хорв. Vladislav I. | 1 июля 1434      | 10 ноября 1444   | Ягеллоны пол. Jagiellonowie       | король Польши пол. Król Polski, лат. Rex Poloniae король Венгрии (с 1440) венг. Magyarország királya король Хорватии (с 1440) хорв. Kralj Hrvatske      | [ 67 ] [ 68 ] |
| С 10 ноября 1444 года по 25 июня 1447 года — под регентством Яна Чижовского (пол. Jan Czyżowski) и Войцеха Мальского (пол. Wojciech Malski) |                                                                                  |                  |                  |                                   | |               |
| | Казимир IV (1427—1492) пол. Kazimierz IV лит. Kazimieras I                       | 25 июня 1447     | 7 июня 1492      | Ягеллоны пол. Jagiellonowie       | король Польши, великий князь литовский пол. Król Polski, Wielki książę Litewski, лат. Rex Poloniae, Magnus dux Lithuaniae                               | [ 69 ] [ 70 ] |
| С 7 июня по 30 сентября 1492 года — под управлением интеррекса Збигнева Олесницкого (пол. Zbigniew Oleśnicki)                               |                                                                                  |                  |                  |                                   | |               |
| | Ян I (1459—1501) пол. Jan I                                                      | 30 сентября 1492 | 17 июня 1501     | Ягеллоны пол. Jagiellonowie       | король Польши пол. Król Polski, лат. Rex Poloniae | [ 71 ] [ 72 ] |
| С 17 июня по 12 декабря 1501 года — под управлением интеррекса Фредерика Ягеллончика (пол. Fryderyk Jagiellończyk)                          |                                                                                  |                  |                  |                                   | |               |
| | Александр (1461—1506) пол. Aleksander лит. Aleksandras                           | 12 декабря 1501  | 19 августа 1506  | Ягеллоны пол. Jagiellonowie       | король Польши, великий князь литовский пол. Król Polski, Wielki książę Litewski, лат. Rex Poloniae, Magnus dux Lithuaniae                               | [ 73 ] [ 74 ] |
| С 19 августа 1506 года по 20 января 1507 года — под управлением интеррекса Анджея Боришевського (пол. Andrzej Boryszewski)                  |                                                                                  |                  |                  |                                   | |               |
| | Сигизмунд I (1467—1548) пол. Zygmunt I лит. Žygimantas II                        | 20 января 1507   | 1 апреля 1548    | Ягеллоны пол. Jagiellonowie       | король Польши, великий князь литовский пол. Król Polski, Wielki książę Litewski, лат. Rex Poloniae, Magnus dux Lithuaniae                               | [ 75 ] [ 76 ] |
| | Сигизмунд II (1520—1572) пол. Zygmunt II лит. Žygimantas III                     | 1 апреля 1548    | 1 июля 1569      | Ягеллоны пол. Jagiellonowie       | король Польши, великий князь литовский пол. Król Polski, Wielki książę Litewski, лат. Rex Poloniae, Magnus dux Lithuaniae                               | [ 77 ] [ 78 ] |

### Королевство Польское в составе Речи Посполитой (1569—1795)
1 июля 1569 года была оформлена Люблинская уния, в соответствии с которой Королевство Польское и Великое княжество Литовское были объединены в федеративное государство — Речь Посполитую. В 1572 году после пресечения династии Ягеллонов в период первого бескоролевья (временным главой государства являлись интеррекс в Польше и великий маршалок в Литве) было принято решение провести выборы нового монарха среди всего шляхетского населения. Королём был избран Генрих Валуа, который, несмотря на присягу, тайно покинул страну, уехав во Францию. Следующим на трон взошёл трансильванский князь Стефан Баторий, попытавшийся укрепить королевскую власть. Его политику продолжил Сигизмунд III, являвшийся сторонником абсолютистского правления при опоре на приближённых магнатов и высшее духовенство. Попытка короля отказаться от практики использования либерум вето (принятия единогласного решения монарха и сейма), увеличить армию и пополнить казну спровоцировала восстание (рокош) Николая Зебжидовского переросшее в гражданскую войну. Внешнеполитическая ситуация в Польше обострилась при Яне II. Начавшееся в январе 1648 года восстание гетмана Богдана Хмельницкого и последующая сецессия его земель (Гетманщины) сопровождались конфликтами с Трансильванией, Россией (русско-польская война) и Швецией (Северная война), после которых страна была разорена.
В 1772 году был инициирован раздел территории Речи Посполитой между Российской империей, Австрийским эрцгерцогством и Прусским королевством. За этим последовал процесс внутренних реформ в Польше. Были сформированы Постоянный совет и Эдукационная комиссия, началось создание регулярной армии. 3 мая 1791 года была принята конституция, создавшая единые органы государственной власти и фактически ликвидировавшая Великое княжество Литовское. Противниками реформ была создана пророссийская Тарговицкая конфедерация. В 1793 году Россия ввела войска в Польшу, после чего был проведён второй раздел страны. В 1794 году против данной политики вспыхло восстание, которое вскоре было подавлено, а страна подверглась в 1795 году третьему окончательному разделу между Россией, Австрией и Пруссией. Через месяц после раздела, 25 ноября, король Польши Станислав II отрёкся от престола.
| Портрет | Имя (годы жизни)                                                              | Правление        | Правление        | Династия                              | Выборы       | Особенности титула | Пр.            |
| Портрет | Имя (годы жизни)                                                              | Начало           | Окончание        | Династия                              | Выборы       | Особенности титула | Пр.            |
| --- | ----------------------------------------------------------------------------- | ---------------- | ---------------- | ------------------------------------- | ------------ | --- | -------------- |
| | Сигизмунд II (1520—1572) пол. Zygmunt II лит. Žygimantas III                  | 1 июля 1569      | 7 июля 1572      | Ягеллоны пол. Jagiellonowie           | [ комм. 38 ] | король Польши, великий князь литовский пол. Król Polski, Wielki książę Litewski, лат. Rex Poloniae, Magnus dux Lithuaniae                                                      | [ 77 ] [ 78 ]  |
| С 7 июля 1572 года по 18 февраля 1574 года — под управлением интеррекса Якуба Уханьского (пол. Jakub Uchański) |                                                                               |                  |                  |                                       |              | |                |
| | Генрих (1551—1589) пол. Henryk лит. Henrikas фр. Henri III                    | 18 февраля 1574  | 18 июня 1574     | Валуа пол. Walezjusze фр. Valois      | 1573         | король Польши, великий князь литовский пол. Król Polski, Wielki książę Litewski, лат. Rex Poloniae, Magnus dux Lithuaniae король Франции фр. Roi de France, лат. Francorum Rex | [ 80 ] [ 81 ]  |
| С 18 июня 1574 года по 16 февраля 1576 года — повторно под управлением интеррекса Якуба Уханьского (пол. Jakub Uchański) |                                                                               |                  |                  |                                       |              | |                |
| | Стефан (1533—1586) пол. Stefan лит. Steponas венг. István                     | 16 февраля 1576  | 12 декабря 1586  | Батори пол. Batory венг. Báthoriak    | 1575         | король Польши, великий князь литовский пол. Król Polski, Wielki książę Litewski, лат. Rex Poloniae, Magnus dux Lithuaniae князь Трансильвании венг. Erdély fejedelme           | [ 82 ] [ 83 ]  |
| С 12 декабря 1586 года по 7 октября 1587 года — под управлением интеррекса Станислава Карнковского (пол. Stanisław Karnkowski) |                                                                               |                  |                  |                                       |              | |                |
| | Сигизмунд III (1566—1632) пол. Zygmunt III лит. Žygimantas IV швед. Sigismund | 7 октября 1587   | 30 апреля 1632   | Вазы пол. Wazowie швед. Vasa          | 1587         | король Польши, великий князь литовский пол. Król Polski, Wielki książę Litewski, лат. Rex Poloniae, Magnus dux Lithuaniae король Швеции (1592—1599) швед. Kung av Sverige      | [ 84 ] [ 85 ]  |
| С 30 апреля по 13 ноября 1632 года — под управлением интеррекса Яна Венжика (пол. Jan Wężyk) |                                                                               |                  |                  |                                       |              | |                |
| | Владислав IV (1595—1648) пол. Władysław IV лит. Vladislovas II                | 13 ноября 1632   | 20 мая 1648      | Вазы пол. Wazowie швед. Vasa          | 1632         | король Польши, великий князь литовский пол. Król Polski, Wielki książę Litewski, лат. Rex Poloniae, Magnus dux Lithuaniae                                                      | [ 86 ] [ 87 ]  |
| С 20 мая 1648 года по 17 января 1649 года — под управлением интеррекса Мацея Лубеньского (пол. Maciej Łubieński) |                                                                               |                  |                  |                                       |              | |                |
| | Ян II (1609—1672) пол. Jan II лит. Jonas I                                    | 17 января 1649   | 16 сентября 1668 | Вазы пол. Wazowie швед. Vasa          | 1648         | король Польши, великий князь литовский пол. Król Polski, Wielki książę Litewski, лат. Rex Poloniae, Magnus dux Lithuaniae                                                      | [ 88 ] [ 89 ]  |
| С 16 сентября 1668 года по 7 июля 1669 года — под управлением интеррекса Николая Яна Пражмовского (пол. Mikołaj Jan Prażmowski) |                                                                               |                  |                  |                                       |              | |                |
| | Михаил (1640—1673) пол. Michał лит. Mykolas                                   | 7 июля 1669      | 10 ноября 1673   | Вишневецкие пол. Wiśniowieccy         | 1669         | король Польши, великий князь литовский пол. Król Polski, Wielki książę Litewski, лат. Rex Poloniae, Magnus dux Lithuaniae                                                      | [ 90 ] [ 91 ]  |
| С 10 ноября 1673 года по 15 мая 1674 года — под управлением интеррекса Казимира Флориана Чарторыйского (пол. Kazimierz Florian Czartoryski) С 15 мая по 5 июня 1674 года — под управлением интеррекса Анджея Тшебицкого (пол. Andrzej Trzebicki) |                                                                               |                  |                  |                                       |              | |                |
| | Ян III (1629—1696) пол. Jan III лит. Jonas II                                 | 5 июня 1674      | 17 июня 1696     | Собеские пол. Sobiescy                | 1674         | король Польши, великий князь литовский пол. Król Polski, Wielki książę Litewski, лат. Rex Poloniae, Magnus dux Lithuaniae                                                      | [ 92 ] [ 93 ]  |
| С 17 июня 1696 года по 27 июля 1697 года — под управлением интеррекса Михала Стефана Радзиевского (пол. Michał Stefan Radziejowski) |                                                                               |                  |                  |                                       |              | |                |
| | Август II (1670—1733) пол. August II нем. Friedrich August I.                 | 27 июля 1697     | 16 февраля 1704  | Веттины пол. Wettynowie нем. Wettiner | 1697         | король Польши, великий князь литовский пол. Król Polski, Wielki książę Litewski, лат. Rex Poloniae, Magnus dux Lithuaniae курфюрст Саксонии нем. Kurfürst von Sachsen          | [ 94 ] [ 95 ]  |
| С 16 февраля 1704 года по 4 октября 1705 года — повторно под управлением интеррекса Михала Стефана Радзиевского (пол. Michał Stefan Radziejowski)                                                                                                |                                                                               |                  |                  |                                       |              | |                |
| | Станислав I (1677—1766) пол. Stanisław I                                      | 4 октября 1705   | 8 августа 1709   | Лещинские пол. Leszczyńscy            | 1704         | король Польши, великий князь литовский пол. Król Polski, Wielki książę Litewski, лат. Rex Poloniae, Magnus dux Lithuaniae                                                      | [ 96 ] [ 97 ]  |
| | Август II (1670—1733) пол. August II нем. Friedrich August I.                 | 8 августа 1709   | 1 февраля 1733   | Веттины пол. Wettynowie нем. Wettiner | [ комм. 44 ] | король Польши, великий князь литовский пол. Król Polski, Wielki książę Litewski, лат. Rex Poloniae, Magnus dux Lithuaniae курфюрст Саксонии нем. Kurfürst von Sachsen          | [ 94 ] [ 95 ]  |
| С 1 февраля по 12 сентября 1733 года — под управлением интеррекса Теодора Анджея Потоцкого (пол. Teodor Andrzej Potocki) |                                                                               |                  |                  |                                       |              | |                |
| | Станислав I (1677—1766) пол. Stanisław I                                      | 12 сентября 1733 | 28 июня 1734     | Лещинские пол. Leszczyńscy            | 1733         | король Польши, великий князь литовский пол. Król Polski, Wielki książę Litewski, лат. Rex Poloniae, Magnus dux Lithuaniae                                                      | [ 96 ] [ 97 ]  |
| | Август III (1696—1763) пол. August III нем. Friedrich August II.              | 30 июня 1734     | 5 октября 1763   | Веттины пол. Wettynowie нем. Wettiner | 1733         | король Польши, великий князь литовский пол. Król Polski, Wielki książę Litewski, лат. Rex Poloniae, Magnus dux Lithuaniae курфюрст Саксонии нем. Kurfürst von Sachsen          | [ 98 ] [ 99 ]  |
| С 5 октября 1763 года по 25 ноября 1764 года — под управлением интеррекса Владислава Александра Лубенского (пол. Władysław Aleksander Łubieński)                                                                                                 |                                                                               |                  |                  |                                       |              | |                |
| | Станислав II (1732—1798) пол. Stanisław II                                    | 25 ноября 1764   | 25 ноября 1795   | Понятовские пол. Poniatowscy          | 1764         | король Польши, великий князь литовский пол. Król Polski, Wielki książę Litewski, лат. Rex Poloniae, Magnus dux Lithuaniae                                                      | [ 100 ] [ 79 ] |

## Герцогство Варшавское (1807—1815)
Герцогство Варшавское (пол. Księstwo Warszawskie, фр. Duché de Varsovie, нем. Herzogtum Warschau) — государство, образованное в 1807 году по Тильзитскому миру, заключённому в период с 13 (25) июня по 25 июня (7 июля) 1807 года. Оно являлось протекторатом Франции, употребление слов Польша, польский в политическом смысле не допускалось. Первым временным правительством герцогства, назначенным указом Наполеона, являлась работавшая с 11 января по 5 октября 1807 года Правительственная комиссия (пол. Komisja Rządząca) под председательством графа Малаховского. Комиссия была лишена законодательных полномочий в вопросах государственного строительства и ведения самостоятельной внешней политики, для ведения внутренних дел ею была назначена генеральная директория (пол. Dyrektorium Generalne) в составе 5 человек, руководящих различными ведомствами. 22 июля 1807 года в Дрездене Наполеон издал указ об утверждении конституции герцогства. Была установлена личная уния герцогства с одним из союзником Наполеона, королём Саксонии Фридрихом Августом I, который 17 сентября был провозглашён герцогом варшавским, созданы Совет министров (пол. Rada Ministrów), возглавляемый председателем (пол. Prezes Rady Ministrów), Государственный совет и двухпалатный парламент. В 1813 году территория герцогства была занята войсками Шестой коалиции, гражданское управление было передано Временному верховному совету Варшавского Герцогства (пол. Rada Najwyższa Tymczasowa Księstwa Warszawskiego), созданному от имени российского императора Александра I генерал-фельдмаршалом Кутузовым. 3 мая 1815 года Венский конгресс утвердил раздел герцогства: Краков стал Вольным городом; к Австрии отошёл город Величка, к Пруссии — Великая Польша, к России — бо́льшая территория, где было образовано Царство Польское.
| Портрет | Имя (годы жизни)                                                         | Правление        | Правление  | Династия                              | Особенности титула                                                                                               | Пр.             |
| Портрет | Имя (годы жизни)                                                         | Начало           | Окончание  | Династия                              | Особенности титула                                                                                               | Пр.             |
| ------- | ------------------------------------------------------------------------ | ---------------- | ---------- | ------------------------------------- | --- | --------------- |
|         | Фридрих Август (1750—1827) пол. Fryderyk August нем. Friedrich August I. | 17 сентября 1807 | 9 мая 1815 | Веттины пол. Wettynowie нем. Wettiner | Милостью Божьей, король Саксонии, герцог варшавский и пр. пол. Z Bożej łaski, Król Saski, Książę Warszawski etc. | [ 109 ] [ 110 ] |

## Королевство Польское (1916—1918)
Королевство Польское (пол. Królestwo Polskie, нем. Königreich Polen) — марионеточное государство, созданное в соответствии с Актом от 5 ноября 1916 года и признанное Германией и Австро-Венгрией. Было образовано без определённых границ в пределах оккупированной ими российской территории. 15 января 1917 года состоялась инаугурация назначенных оккупационными властями членов Временного государственного совета королевства (ВГС, пол. Tymczasowa Rada Stanu w Królestwie Polskim, нем. Provisorischer Staatsrat im Königreich Polen), задуманного как подготовительный и согласительный орган для будущих государственных учреждений. 8 июля сеймово-конституционная комиссия ВГС приняла проект конституции польского государства, а 25 августа ВГС был распущен (одной из причин этого стал кризис присяги, когда бо́льшая часть польских военнослужащих (пол. Polska Siła Zbrojna, нем. Polnische Wehrmacht) под влиянием Юзефа Пилсудского отказалась присягать на «верность братства по оружию» с Центральными державами и была интернирована в лагеря). Надзор над бывшими департаментами ВГС был передан начавшей работу 28 августа переходной комиссии (пол. Komisja Przejściowa Tymczasowej Rady Stanu), назначенной ВГС в связи со сложением полномочий.
После обнародования 12 сентября 1917 года германского и австро-венгерского рескриптов о создании Регентского совета (пол. Rada Regencyjna Królestwa Polskiego) как верховного органа польского самоуправления, комиссия 18 сентября предложила кандидатов в его члены. Регентский совет в составе архиепископа Варшавы Александра Каковского, князя Здислава Любомирского и Юзефа Августа Островского приступил к работе 27 октября, 21 ноября получил согласие оккупационных властей на назначение и 26 ноября назначил Яна Кухажевского президентом министров (пол. Prezydent Ministrów) первого правительства, персональный состав которого был утверждён Регентским советом 13 декабря. В тот же день правительство разрешило своим членам взять на себя управление надзираемыми переходной комиссией департаментами, 2 февраля 1918 года Кухажевский принял на себя полномочия маршалка коронного, возглавив комиссию, а департаменты были преобразованы в министерства; формирование правительства оставалось полномочием Регентского совета до наделения 14 ноября Пилсудского мандатом временного начальника государства (пол. Tymczasowy naczelnik państwa).
| Портрет | Имя (годы жизни)                                                                                  | Полномочия      | Полномочия      | Наименование должности | Пр.             |
| Портрет | Имя (годы жизни)                                                                                  | Начало          | Окончание       | Наименование должности | Пр.             |
| ------- | ------------------------------------------------------------------------------------------------- | --------------- | --------------- | --- | --------------- |
|         | Вацлав Юзеф Немоевский (1864—1939) пол. Wacław Józef Niemojowski                                  | 15 января 1917  | 28 августа 1917 | Маршалок коронный пол. Marszałek Koronny                                                                                            | [ 116 ] [ 117 ] |
|         | Юзеф Кароль Матеуш Микуловский-Поморский (1868—1935) пол. Józef Karol Mateusz Mikułowski-Pomorski | 28 августа 1917 | 27 октября 1917 | Председатель Переходной комиссии Временного государственного совета пол. Przewodniczący Komisji Przejściowej Tymczasowej Rady Stanu | [ 118 ] [ 119 ] |
|         | Александр Каковский (1862—1938) пол. Aleksander Kakowski                                          | 27 октября 1917 | 14 ноября 1918  | Регентский совет Королевства Польского пол. Rada Regencyjna Królestwa Polskiego                                                     | [ 120 ] [ 121 ] |
|         | Здислав Любомирский (1865—1943) пол. Zdzisław Lubomirski                                          | 27 октября 1917 | 14 ноября 1918  | Регентский совет Королевства Польского пол. Rada Regencyjna Królestwa Polskiego                                                     | [ 122 ] [ 123 ] |
|         | Юзеф Август Островский (1850—1923) пол. Józef August Ostrowski                                    | 27 октября 1917 | 14 ноября 1918  | Регентский совет Королевства Польского пол. Rada Regencyjna Królestwa Polskiego                                                     | [ 124 ] [ 125 ] |

## Польская Республика. Межвоенный период (1918—1939)
Польская Республика, известная как Вторая Речь Посполитая (пол. Rzeczpospolita Polska, II Rzeczpospolita) — польское государство, восстановленное в 1918 году и подчёркивающее свою преемственность по отношению к Речи Посполитой (1569—1795), прекратившей существование в результате трёх разделов между Российской империей, Прусским королевством и Австрийской эрцгерцогством. Обычно её началом считаются события 11 ноября 1918 года, когда отряды Польской военной организации (пол. Polska Organizacja Wojskowa) разоружили германский гарнизон в Варшаве, куда накануне вернулся освобождённый из Магдебургской крепости Юзеф Пилсудский. 14 ноября Регентский совет наделил его мандатом временного начальника государства (пол. Tymczasowy naczelnik państwa) и самораспустился вместе со своим правительственным комитетом Владислава Врублевского. 17 ноября Пилсудский принял отставку оппозиционного по отношению к Регентскому совету люблинского временного народного правительства. 28 ноября Польша была разделена на избирательные округа, однако их список представлял собой скорее декларацию о польских территориальных претензиях, чем отражал реальное положение дел.
Избранный на прошедших 26 января 1919 года выборах Законодательный сейм 20 февраля подтвердил назначение Пилсудского «начальником государства» (пол. Naczelnik państwa), а 17 марта 1921 года принял конституцию, утвердившую республиканский строй. Ранее использовавшиеся взаимозаменяемо названия «Речь Посполитая», «Республика Польша» и «Польское Государство» были заменены на Польская Республика (пол. Rzeczpospolita Polska), установлен двухпалатный парламент — Национальное собрание (в составе Сейма и Сената), избираемый на 5 лет всеобщим, равным и тайным голосованием; президент избирался обеими палатами на 7 лет. В мае 1926 года Юзеф Пилсудский осуществил государственный переворот, установив авторитарный режим «санации государства», сводящий на нет основные конституционные положения.
16 января 1935 года была принята Сенатом и 23 апреля подписана президентом новая конституция, устанавливающая, что «Во главе государства стоит президент Республики <…> В его лице сосредоточивается единая и неделимая государственная власть». После нападения на Польшу 1 сентября 1939 года нацистской Германии её правительство во главе с президентом Игнацием Мостицким бежало в Румынию, перейдя границу в ночь на 18 сентября, однако вскоре было интернировано румынскими властями по требованию Рейха. СССР утром 17 сентября направил свои войска к линии Керзона (предлагавшейся в 1919 году Верховным советом Антанты в качестве польской границы), установив контроль над районами к востоку от неё.
|          | Портрет         | Имя (годы жизни)                                                  | Полномочия       | Полномочия      | Партия                          | Выборы                                       | Наименование должности                                                            | Пр.             |
| Начало   | Портрет         | Имя (годы жизни)                                                  | Окончание        |                 | Партия                          | Выборы                                       | Наименование должности                                                            | Пр.             |
| -------- | --------------- | ----------------------------------------------------------------- | ---------------- | --------------- | ------------------------------- | -------------------------------------------- | --------------------------------------------------------------------------------- | --------------- |
| —        |                 | Юзеф Клеменс Пилсудский (1867—1935) пол. Józef Klemens Piłsudski  | 14 ноября 1918   | 22 ноября 1918  | военный                         | [ комм. 50 ]                                 | Верховный главнокомандующий Войском Польским пол. Naczelny Dowódca Wojsk Polskich | [ 134 ] [ 135 ] |
| и. о.    | 22 ноября 1918  | Юзеф Клеменс Пилсудский (1867—1935) пол. Józef Klemens Piłsudski  | 20 февраля 1919  | [ комм. 51 ]    | военный                         | Начальник государства пол. Naczelnik Państwa |                                                                                   | [ 134 ] [ 135 ] |
| 1        | 20 февраля 1919 | Юзеф Клеменс Пилсудский (1867—1935) пол. Józef Klemens Piłsudski  | 14 декабря 1922  | [ комм. 51 ]    | военный                         | Начальник государства пол. Naczelnik Państwa |                                                                                   | [ 134 ] [ 135 ] |
| 2        |                 | Габриэль Юзеф Нарутович (1865—1922) пол. Gabriel Józef Narutowicz | 14 декабря 1922  | 16 декабря 1922 | беспартийный                    | 1922 (9 декабря)                             | Президент Республики пол. Prezydent Rzeczypospolitej                              | [ 136 ] [ 137 ] |
| и. о.    |                 | Мацей Ратай (1884—1940) пол. Maciej Rataj                         | 16 декабря 1922  | 20 декабря 1922 | Польская народная партия «Пяст» | [ комм. 54 ]                                 | Маршал Сейма пол. Marszałek Sejmu                                                 | [ 138 ] [ 139 ] |
| 3        |                 | Станислав Войцеховский (1869—1953) пол. Stanisław Wojciechowski   | 20 декабря 1922  | 14 мая 1926     | Польская народная партия «Пяст» | 1922 (20 декабря)                            | Президент Республики пол. Prezydent Rzeczypospolitej                              | [ 140 ] [ 141 ] |
| и. о.    |                 | Мацей Ратай (1884—1940) пол. Maciej Rataj                         | 15 мая 1926      | 4 июня 1926     | Польская народная партия «Пяст» | [ комм. 55 ]                                 | Маршал Сейма пол. Marszałek Sejmu                                                 | [ 138 ] [ 139 ] |
| 4 (I—II) |                 | Игнаций Мосцицкий (1867—1946) пол. Ignacy Mościcki                | 4 июня 1926      | 9 мая 1933      | беспартийный                    | 1926 (июнь)                                  | Президент Республики пол. Prezydent Rzeczypospolitej                              | [ 142 ] [ 143 ] |
| 4 (I—II) | 9 мая 1933      | Игнаций Мосцицкий (1867—1946) пол. Ignacy Mościcki                | 28 сентября 1939 | 1933            | беспартийный                    |                                              | Президент Республики пол. Prezydent Rzeczypospolitej                              | [ 142 ] [ 143 ] |

## Польская Республика. Послевоенный период (1944—1952)
1 января 1944 года в противовес лондонскому правительству Польши в изгнании был создан Государственный национальный совет (ГНС, пол. Krajowa Rada Narodowa), политическая организация, в последующем преобразованная в парламент, просуществовавший до 4 февраля 1947 года. В то время, когда Красная Армия перешла Западный Буг, в СССР находилась делегация ГНС, имевшая полномочия для создания своего исполнительного органа. Такой орган с правительственными функциями, Польский комитет национального освобождения (ПКНО, пол. Polski Komitet Wyzwolenia Narodowego), был образован 21 июля 1944 года в Москве, а с 1 августа начал работать в освобождённом Люблине. 31 декабря ПКНО был преобразован во Временное правительство Польской Республики (ВППР). 1 февраля 1945 года ВППР переехало из Люблина в Варшаву и к окончанию войны создало структуры своей администрации на всей территории Польши (исключая Щецин), при советском военном контроле. 28 июня в соответствии с Ялтинскими договорённостями состав ВППР был расширен, включив и представителей эмиграции, и оно было преобразовано во Временное правительство национального единства (ВПНЕ). Летом 1945 года были установлены новые границы Польши: восточная прошла в основном по линии Керзона (на карте-схеме показана синим цветом, серой заливкой показаны территории, отшедшие от Польши к СССР), западная — по линии Одер — Нейсе (показана зелёным цветом, заштрихованы территории, отшедшие от Германии к Польше). ВПНЕ ушло в отставку 6 февраля 1947 года после проведения выборов в Законодательный сейм и формирования им правительства под председательством Юзефа Циранкевича.
|          | Портрет                              | Имя (годы жизни)                                             | Полномочия            | Полномочия            | Партия                           | Выборы                                                                                 | Наименование должности                                                                         | Пр.             |
| Начало   | Портрет                              | Имя (годы жизни)                                             | Окончание             |                       | Партия                           | Выборы                                                                                 | Наименование должности                                                                         | Пр.             |
| -------- | ------------------------------------ | ------------------------------------------------------------ | --------------------- | --------------------- | -------------------------------- | -------------------------------------------------------------------------------------- | ---------------------------------------------------------------------------------------------- | --------------- |
| —        |                                      | Болеслав Берут (1892—1956) пол. Bolesław Bierut              | 22 июля 1944          | 20 сентября 1944      | Польская рабочая партия          | [ комм. 56 ]                                                                           | Председатель Государственного национального совета пол. Przewodniczący Krajowej Rady Narodowej | [ 145 ] [ 146 ] |
| 5 (I—II) | 20 сентября 1944                     | Болеслав Берут (1892—1956) пол. Bolesław Bierut              | 31 декабря 1944       | [ комм. 57 ]          | Польская рабочая партия          |                                                                                        | Председатель Государственного национального совета пол. Przewodniczący Krajowej Rady Narodowej | [ 145 ] [ 146 ] |
| 5 (I—II) | 31 декабря 1944                      | Болеслав Берут (1892—1956) пол. Bolesław Bierut              | 4 февраля 1947        | [ комм. 57 ]          | Польская рабочая партия          | Президент Государственного национального совета пол. Prezydent Krajowej Rady Narodowej |                                                                                                | [ 145 ] [ 146 ] |
| и. о.    |                                      | Францишек Тронбальский (1870—1964) пол. Franciszek Trąbalski | 4 февраля 1947 (часы) | 4 февраля 1947 (часы) | Польская социалистическая партия | 1947                                                                                   | Старейший маршал Законодательного сейма пол. Marszałek-senior Sejmu Ustawodawczego             | [ 147 ]         |
| и. о.    |                                      | Владислав Ковальский (1894—1958) пол. Władysław Kowalski     | 4 февраля 1947        | 5 февраля 1947        | Народная партия                  | 1947                                                                                   | Маршал Законодательного сейма пол. Marszałek Sejmu ustawodawczego                              | [ 147 ]         |
| 5 (III)  |                                      | Болеслав Берут (1892—1956) пол. Bolesław Bierut              | 5 февраля 1947        | 22 июля 1952          | Польская рабочая партия          | 1947                                                                                   | Президент Республики пол. Prezydent Rzeczypospolitej                                           | [ 145 ] [ 146 ] |
|          | Польская объединённая рабочая партия | Болеслав Берут (1892—1956) пол. Bolesław Bierut              | 5 февраля 1947        | 22 июля 1952          |                                  | 1947                                                                                   | Президент Республики пол. Prezydent Rzeczypospolitej                                           | [ 145 ] [ 146 ] |

## Польская Народная Республика (1952—1989)
Польская Народная Республика (ПНР, пол. Polska Rzeczpospolita Ludowa) — официальное название Польши в период с 1952 по 1989 год, в соответствии с конституцией ПНР, принятой 22 июля 1952 года (в 1976 году в неё были внесены существенные поправки). Согласно конституции, коллективным главой государства до 1989 года являлся Государственный совет, избираемый однопалатным Сеймом на 4 года, позже — президент. В государстве доминировала Польская объединённая рабочая партия; другие партии, а также профсоюзные, молодёжные и другие общественные организации, были объединены в возглавляемую ею социально-политическую организацию (выступавшую также как избирательный блок) — с 1952 года называвшуюся Национальный фронт (пол. Front Narodowy, с 1956 года — Фронт единства народа (пол. Front Jedności Narodu), в 1983 году преобразованную в Патриотическое движение национального возрождения (пол. Patriotyczny Ruch Odrodzenia Narodowego).
В 1988 году профсоюз «Солидарность» организовал общенациональную забастовку и вынудил председателя Государственного совета и Первого секретаря ЦК ПОРП Войцеха Ярузельского провести в сентябре 1988 года переговоры с лидером «Солидарности» Лехом Валенсой, на которых было достигнуто соглашение о созыве «круглого стола» между правительством и оппозицией. Прошедший с 6 февраля по 4 апреля 1989 года круглый стол завершился подписанием соглашения, включавшего проведение свободных выборов, введение поста президента и верхней палаты парламента. Избранные по спискам «Солидарности» на состоявшихся в июне парламентских выборах депутаты объединились в Гражданский парламентский клуб (заняв 99 из 100 мест в Сенате и все 161 избираемое место в Сейме, — остальные депутатские места подлежали распределению по квотам Патриотического движения национального возрождения). После того, как представитель ПОРП генерал брони Чеслав Кищак не смог сформировать Совет министров, его возглавили Тадеуш Мазовецкий (председатель) и Лешек Бальцерович (вице-премьер и министр финансов), начавшие радикальные рыночные и демократические реформы. 31 декабря стране было возвращено историческое название Польская Республика (пол. Rzeczpospolita Polska).
|           | Портрет      | Имя (годы жизни)                                                              | Полномочия      | Полномочия      | Партия                                                                                  | Наименование должности                                                                       | Пр.             |
| Начало    | Портрет      | Имя (годы жизни)                                                              | Окончание       |                 | Партия                                                                                  | Наименование должности                                                                       | Пр.             |
| --------- | ------------ | ----------------------------------------------------------------------------- | --------------- | --------------- | --------------------------------------------------------------------------------------- | -------------------------------------------------------------------------------------------- | --------------- |
| 5 (III)   |              | Болеслав Берут (1892—1956) пол. Bolesław Bierut                               | 22 июля 1952    | 20 ноября 1952  | Польская объединённая рабочая партия                                                    | Президент Республики пол. Prezydent Rzeczypospolitej                                         | [ 145 ] [ 146 ] |
| 6         |              | Александр Завадский (1899—1964) пол. Aleksander Zawadzki                      | 20 ноября 1952  | 7 августа 1964  | Польская объединённая рабочая партия                                                    | Председатель Государственного совета пол. Przewodniczący Rady Państwa                        | [ 151 ] [ 152 ] |
| и. о.     |              | Эдвард Охаб (1906—1989) пол. Edward Ochab                                     | 7 августа 1964  | 12 августа 1964 | Польская объединённая рабочая партия                                                    | Заместители Председателя Государственного совета пол. Zastępcy Przewodniczącego Rady Państwa | [ 147 ]         |
|           |              | Станислав Кульчинский (1895—1975) пол. Stanisław Kulczyński                   | 7 августа 1964  | 12 августа 1964 | Демократическая партия                                                                  | Заместители Председателя Государственного совета пол. Zastępcy Przewodniczącego Rady Państwa | [ 147 ]         |
|           |              | Оскар Рышард Ланге (1904—1965) пол. Oskar Ryszard Lange                       | 7 августа 1964  | 12 августа 1964 | Польская объединённая рабочая партия                                                    | Заместители Председателя Государственного совета пол. Zastępcy Przewodniczącego Rady Państwa | [ 147 ]         |
|           |              | Болеслав Подедворный (1898—1972) пол. Bolesław Podedworny                     | 7 августа 1964  | 12 августа 1964 | Объединённая крестьянская партия                                                        | Заместители Председателя Государственного совета пол. Zastępcy Przewodniczącego Rady Państwa | [ 147 ]         |
| 7         |              | Эдвард Охаб (1906—1989) пол. Edward Ochab                                     | 12 августа 1964 | 11 апреля 1968  | Польская объединённая рабочая партия                                                    | Председатель Государственного совета пол. Przewodniczący Rady Państwa                        | [ 153 ] [ 154 ] |
| 8         |              | Мариан Спыхальский (1906—1980) пол. Marian Spychalski                         | 11 апреля 1968  | 23 декабря 1970 | Польская объединённая рабочая партия                                                    | Председатель Государственного совета пол. Przewodniczący Rady Państwa                        | [ 155 ] [ 156 ] |
| 9         |              | Юзеф Адам Зигмунт Циранкевич (1911—1989) пол. Józef Adam Zygmund Cyrankiewicz | 23 декабря 1970 | 28 марта 1972   | Польская объединённая рабочая партия                                                    | Председатель Государственного совета пол. Przewodniczący Rady Państwa                        | [ 157 ] [ 158 ] |
| 10        |              | Генрик Яблоньский (1909—2003) пол. Henryk Jabłoński                           | 28 марта 1972   | 6 ноября 1985   | Польская объединённая рабочая партия                                                    | Председатель Государственного совета пол. Przewodniczący Rady Państwa                        | [ 159 ] [ 160 ] |
| 11 (I—II) |              | Войцех Витольд Ярузельский (1923—2014) пол. Wojciech Witold Jaruzelski        | 6 ноября 1985   | 19 июля 1989    | Польская объединённая рабочая партия                                                    | Председатель Государственного совета пол. Przewodniczący Rady Państwa                        | [ 161 ] [ 162 ] |
|           | 19 июля 1989 | Войцех Витольд Ярузельский (1923—2014) пол. Wojciech Witold Jaruzelski        | 31 декабря 1989 | беспартийный    | Президент Польской Народной Республики пол. Prezydent Polskiej Rzeczypospolitej Ludowej |                                                                                              | [ 161 ] [ 162 ] |

## Польская Республика (с 1989)
Польская Республика, также известная как Третья Речь Посполитая (пол. Rzeczpospolita Polska, III Rzeczpospolita) — название Польши, возвращённое ей 31 декабря 1989 года в ходе политических реформ, начатых после состоявшихся в июне 1989 года парламентских выборов.
23 апреля 1992 года был принят «Конституционный закон о порядке подготовки и принятия Конституции Республики Польша», 17 октября — «Конституционный закон о взаимных отношениях между законодательной и исполнительной властью, а также территориальном самоуправлении», получивший название Малой конституции. Документ объявлял о прекращении (за некоторым исключением) действия Конституции ПНР 1952 года Современная конституция Польши была принята Сеймом 2 апреля 1997 года, утверждена на референдуме 25 мая и подписана президентом 16 июля.
|           | Портрет         | Имя (годы жизни)                                                       | Полномочия         | Полномочия         | Партия                 | Выборы       | Наименование должности | Пр.             |
| Начало    | Портрет         | Имя (годы жизни)                                                       | Окончание          |                    | Партия                 | Выборы       | Наименование должности | Пр.             |
| --------- | --------------- | ---------------------------------------------------------------------- | ------------------ | ------------------ | ---------------------- | ------------ | --- | --------------- |
| 11 (II)   |                 | Войцех Витольд Ярузельский (1923—2014) пол. Wojciech Witold Jaruzelski | 31 декабря 1989    | 22 декабря 1990    | беспартийный           | (1989)       | Президент Республики Польша пол. Prezydent Rzeczypospolitej Polskiej                                                                                | [ 161 ] [ 162 ] |
| 12        |                 | Лех Валенса (1943—) пол. Lech Wałęsa                                   | 22 декабря 1990    | 22 декабря 1995    | беспартийный           | 1990         | Президент Республики Польша пол. Prezydent Rzeczypospolitej Polskiej                                                                                | [ 164 ] [ 165 ] |
| 13 (I—II) |                 | Александр Квасьневский (1954—) пол. Aleksander Kwaśniewski             | 23 декабря 1995    | 23 декабря 2000    | беспартийный           | 1995         | Президент Республики Польша пол. Prezydent Rzeczypospolitej Polskiej                                                                                | [ 166 ] [ 167 ] |
| 13 (I—II) | 23 декабря 2000 | Александр Квасьневский (1954—) пол. Aleksander Kwaśniewski             | 23 декабря 2005    | 2000               | беспартийный           |              | Президент Республики Польша пол. Prezydent Rzeczypospolitej Polskiej                                                                                | [ 166 ] [ 167 ] |
| 14        |                 | Лех Александр Качиньский (1949—2010) пол. Lech Aleksander Kaczyński    | 23 декабря 2005    | 10 апреля 2010     | Право и справедливость | 2005         | Президент Республики Польша пол. Prezydent Rzeczypospolitej Polskiej                                                                                | [ 168 ] [ 169 ] |
| и. о.     |                 | Бронислав Мария Коморовский (1952—) пол. Bronisław Maria Komorowski    | 10 апреля 2010     | 8 июля 2010        | Гражданская платформа  | [ комм. 64 ] | Маршал Сейма, исполняющий обязанности Президента Республики Польша пол. Marszałek Sejmu wykonujący obowiązki Prezydenta Rzeczypospolitej Polskiej   | [ 170 ] [ 171 ] |
| и. о.     |                 | Богдан Михал Борусевич (1949—) пол. Bogdan Michał Borusewicz           | 8 июля 2010 (часы) | 8 июля 2010 (часы) | беспартийный           | [ комм. 65 ] | Маршал Сената, исполняющий обязанности Президента Республики Польша пол. Marszałek Senatu wykonujący obowiązki Prezydenta Rzeczypospolitej Polskiej | [ 172 ]         |
| и. о.     |                 | Гжегож Юлиуш Схетына (1963—) пол. Grzegorz Juliusz Schetyna            | 8 июля 2010        | 6 августа 2010     | Гражданская платформа  | [ комм. 66 ] | Маршал Сейма, исполняющий обязанности Президента Республики Польша пол. Marszałek Sejmu wykonujący obowiązki Prezydenta Rzeczypospolitej Polskiej   | [ 173 ]         |
| 15        |                 | Бронислав Мария Коморовский (1952—) пол. Bronisław Maria Komorowski    | 6 августа 2010     | 6 августа 2015     | Гражданская платформа  | 2010         | Президент Республики Польша пол. Prezydent Rzeczypospolitej Polskiej                                                                                | [ 170 ] [ 171 ] |
| 16 (I—II) |                 | Анджей Себастьян Дуда (1972—) пол. Andrzej Sebastian Duda              | 6 августа 2015     | 6 августа 2020     | Право и справедливость | 2015         | Президент Республики Польша пол. Prezydent Rzeczypospolitej Polskiej                                                                                | [ 174 ] [ 175 ] |
| 16 (I—II) | 6 августа 2020  | Анджей Себастьян Дуда (1972—) пол. Andrzej Sebastian Duda              | 6 августа 2025     | 2020               | Право и справедливость |              | Президент Республики Польша пол. Prezydent Rzeczypospolitej Polskiej                                                                                | [ 174 ] [ 175 ] |
| 17        |                 | Кароль Тадеуш Навроцкий (1983—) пол. Karol Tadeusz Nawrocki            | 6 августа 2025     | действующий        | беспартийный           | 2025         | Президент Республики Польша пол. Prezydent Rzeczypospolitej Polskiej                                                                                | [ 176 ] [ 177 ] |